# Craugastor merendonensis
Craugastor merendonensis là một loài ếch trong họ Leptodactylidae. Chúng là loài đặc hữu của Honduras.
Các môi trường sống tự nhiên của chúng là các khu rừng ẩm ướt đất thấp nhiệt đới hoặc cận nhiệt đới và sông.